# آمستل‌هوک
امستلهوک (به هلندی: Amstelhoek) یک روستا در هلند است که در De Ronde Venen واقع شده‌است.

## خصوصیات
امستلهوک ۹۸۸ نفر جمعیت دارد.